# پیوتر بوروفسکی
پیوتر بوروفسکی (لهستانی: Piotr Borowski؛ زادهٔ ۸ مارس ۱۹۷۷) بازیگر اهل لهستان است.
از فیلم‌ها یا مجموعه‌های تلویزیونی که وی در آن‌ها نقش داشته‌است، می‌توان به لندنی‌ها، خانه کشیش، کارآگاهان جنایی، پرستار کودک، موج جرم و جنایت، مزرعه، کارآگاهان جنایی، خودِ زندگی، طایفه، خانواده جایگزین، حوزه استحفاظی ۱۳، قسمت دوم، سال‌های شیرین، دوستان، کمیسر آلکس، ع چون عشق، قانون حقیقی، عشق اول، هتل ۵۲، رنگ‌های خوشبختی، پدر متیو، نشانه‌گذاری‌شده، اولا بی‌ریخته، در خوشی و سختی، پیت‌بول (سریال تلویزیونی)، پیت‌بول (فیلم) و هوس‌های امپراتور اشاره نمود.